# Louise Adélaïde Desnos
Louise Adélaïde Desnos, também conhecida como Louise Desnos (nascida Robin; 25 de agosto de 1807 - 9 de setembro de 1878), foi um retratista francesa e pintora de história.

## Galeria

### Trabalho

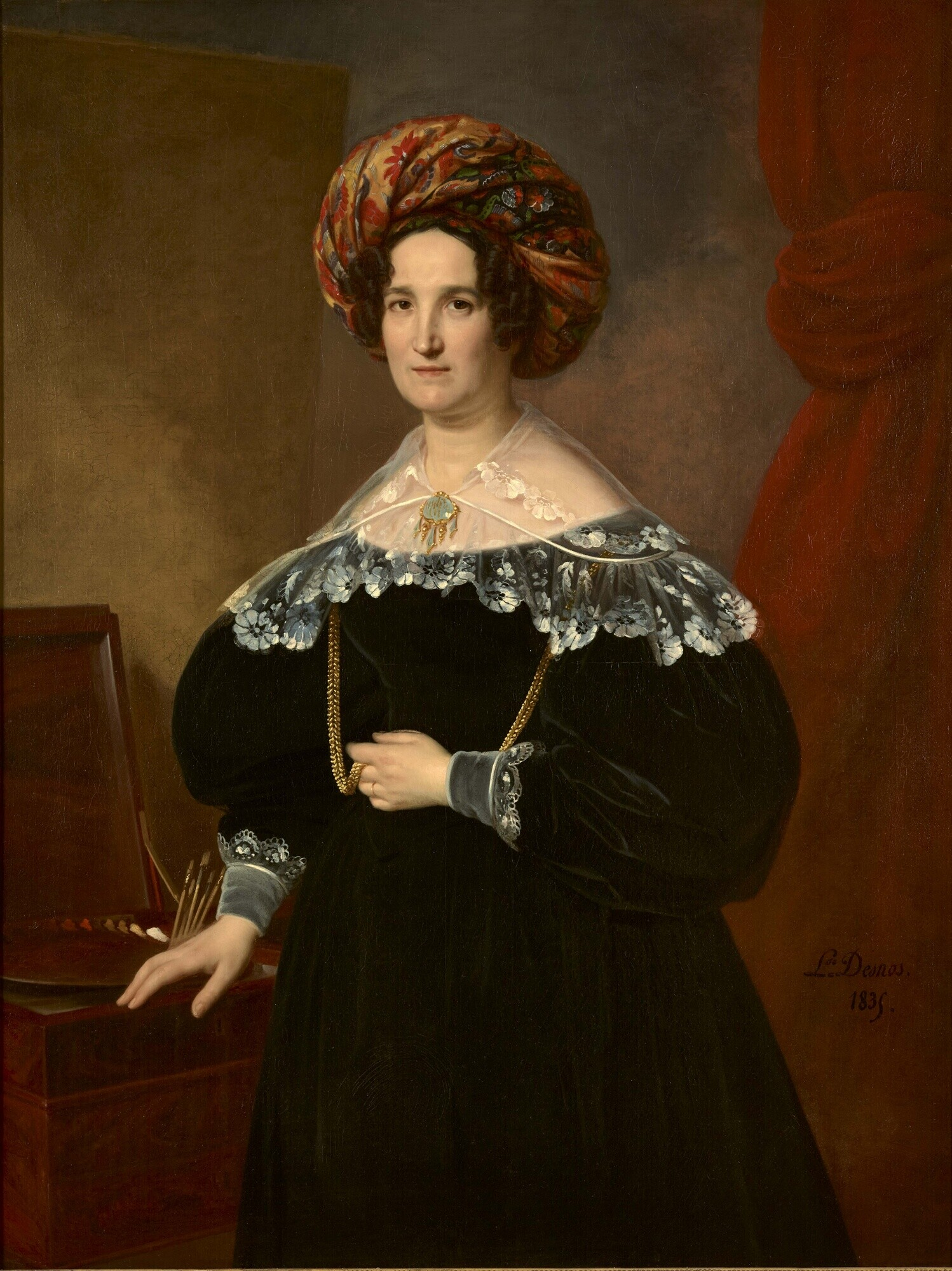
Louise Marie-Jeanne Hersent-Mauduit (1835)
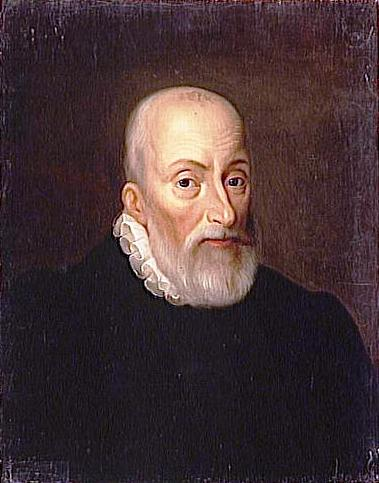
Pomponne de Bellièvre (1835)
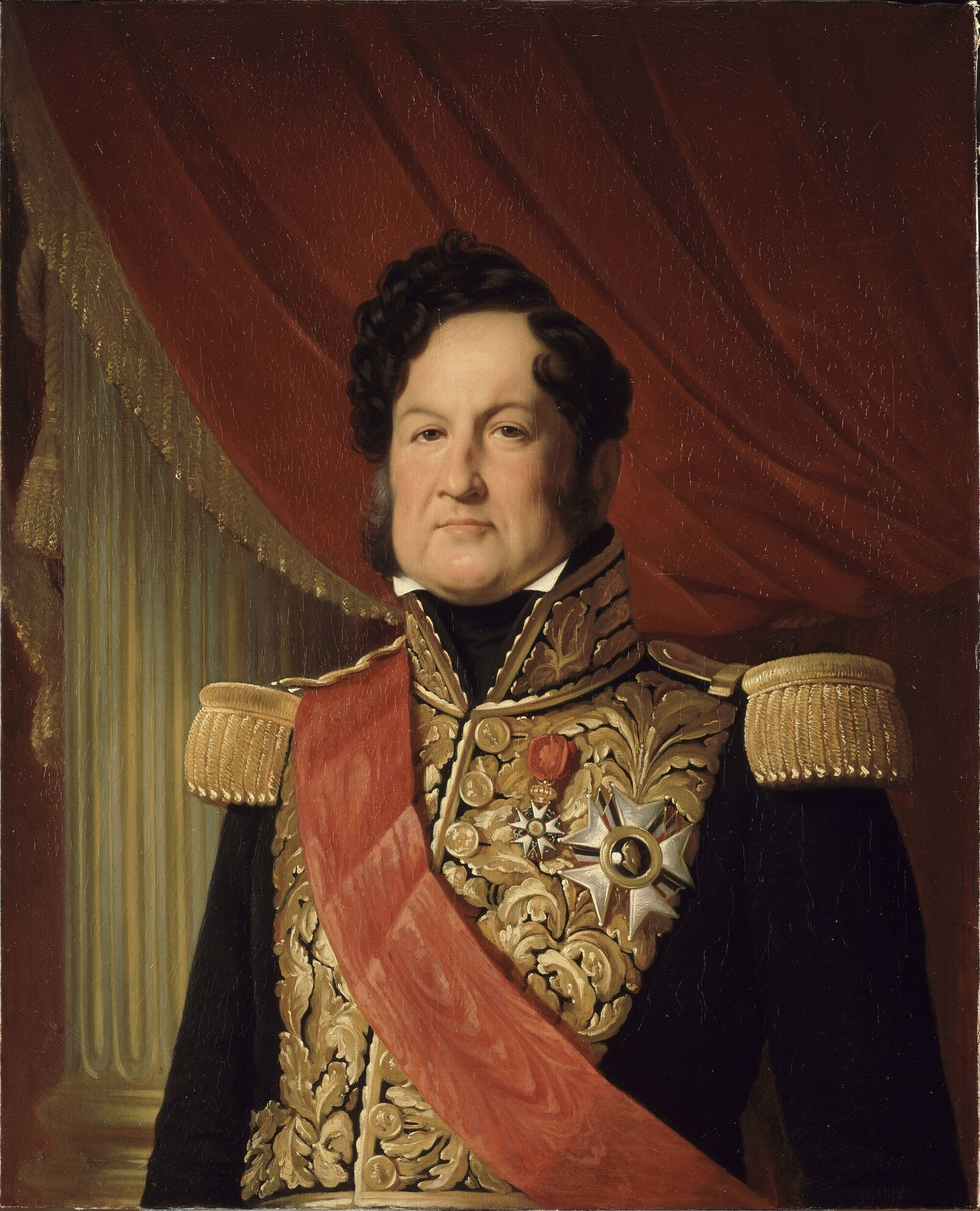
Luís Filipe I da França (1838)
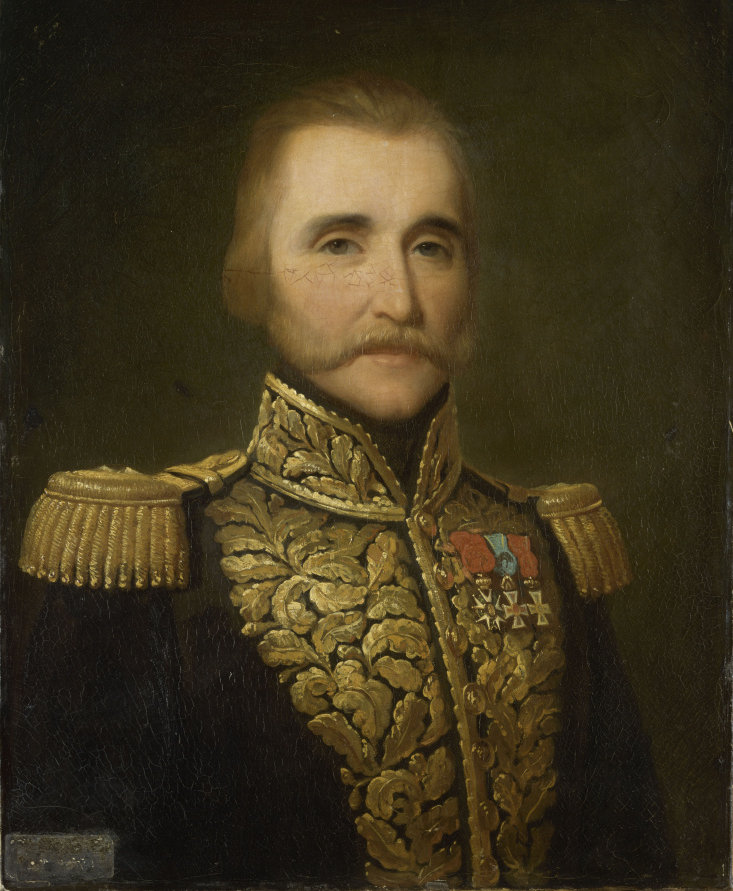
Jean Louis Romeuf (1843)
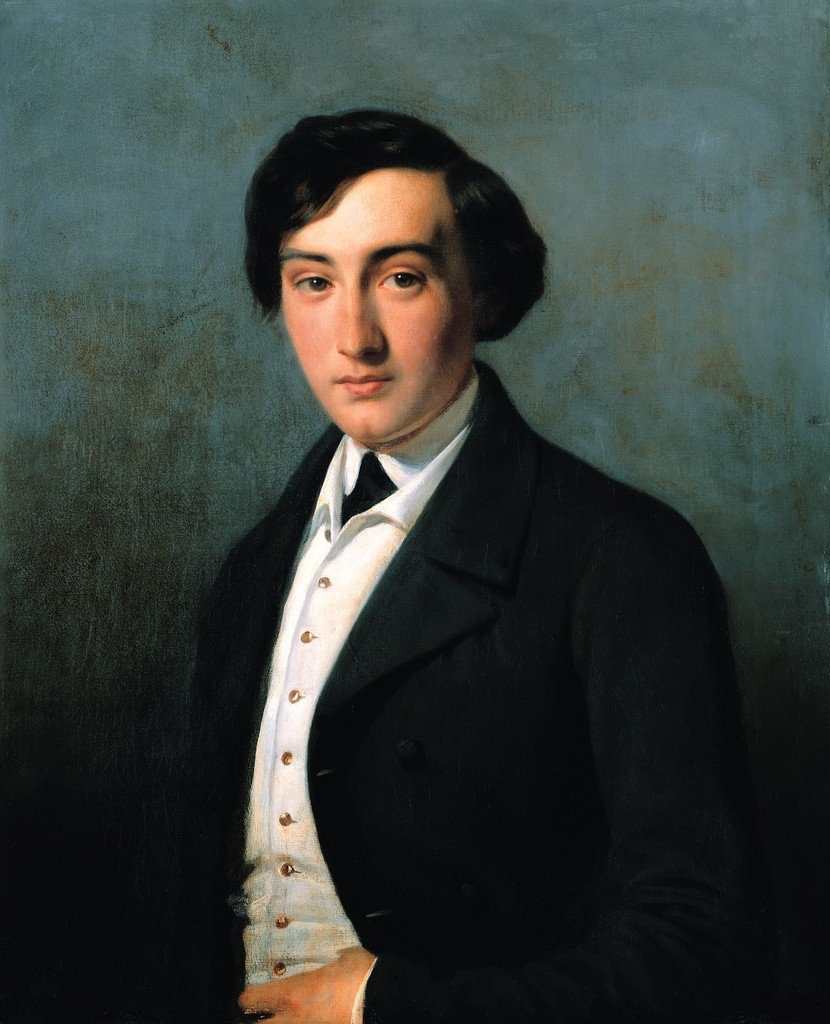
Lucien Petipa (1849)